# 道里区
45°45′21″N 126°37′01″E / 45.75583°N 126.61694°E
道里区是中华人民共和国黑龙江省哈尔滨市下辖的一个市辖区，曾名为埠头区（俄语：Пристан），区政府驻抚顺街道，是哈尔滨市9个市辖区中人口第二多的区。

## 历史

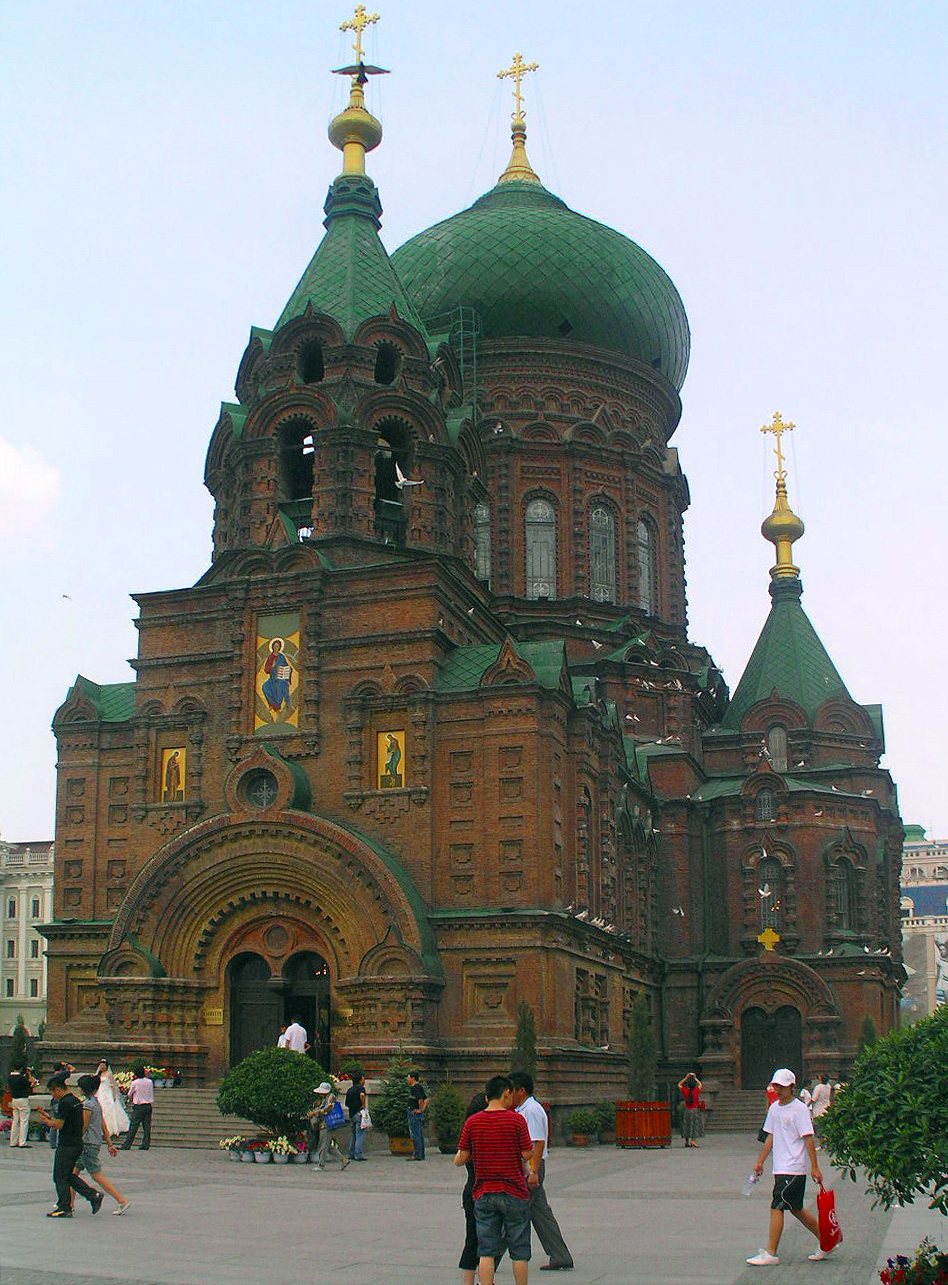
位于道里区的索菲亚教堂。

1898年（光绪二十四年），清朝政府派遣李鸿章出使沙皇俄国，并签订了《中俄密约》，密约中协定了修筑中东铁路（现为滨洲铁路）的事宜，铁路建成后便以铁道为界，铁道以西为“道里区”，铁道以东为“道外区”，时道里区属宁古塔将军所辖，宁古塔将军改为吉林将军。1907年（光绪三十三年），中东铁路管理局公布了《哈尔滨自治公议会章程》，将新市街（现为南岗区）与埠头区划归为市区，并交给俄国人管辖的“哈尔滨自治公议会”，经过多年间的发展，逐渐形成了以“中国大街”（后改为中央大街）为中心的繁华商业金融区。1912年中华民国成立，1926年3月30日，东省特别区市政府发布公告将俄国人的“哈尔滨自治公议会”解散，成立了“哈尔滨自治临时委员会”，时道里区便归此委员会管辖。九一八事变后，满洲國政府将道里区划归到新建的哈尔滨特别市辖下，并将其名称改回“埠头区”。抗日战争胜利后，政府将埠头区又改回了道里区。1947年12月，将新阳区划入道里区，1948年6月又拆分为道里、新阳两区，1953年11月中华人民共和国政府将新阳区撤销，并入道里区。1958年11月哈尔滨政府将滨江区撤销，并入道里区，1960年1月，肇东县被撤销，划入道里区。1972年8月，取消滨江区，并入道里区。1992年，哈尔滨市政府将道里区定为哈尔滨市的城区之一，位于城区西部。

## 地理

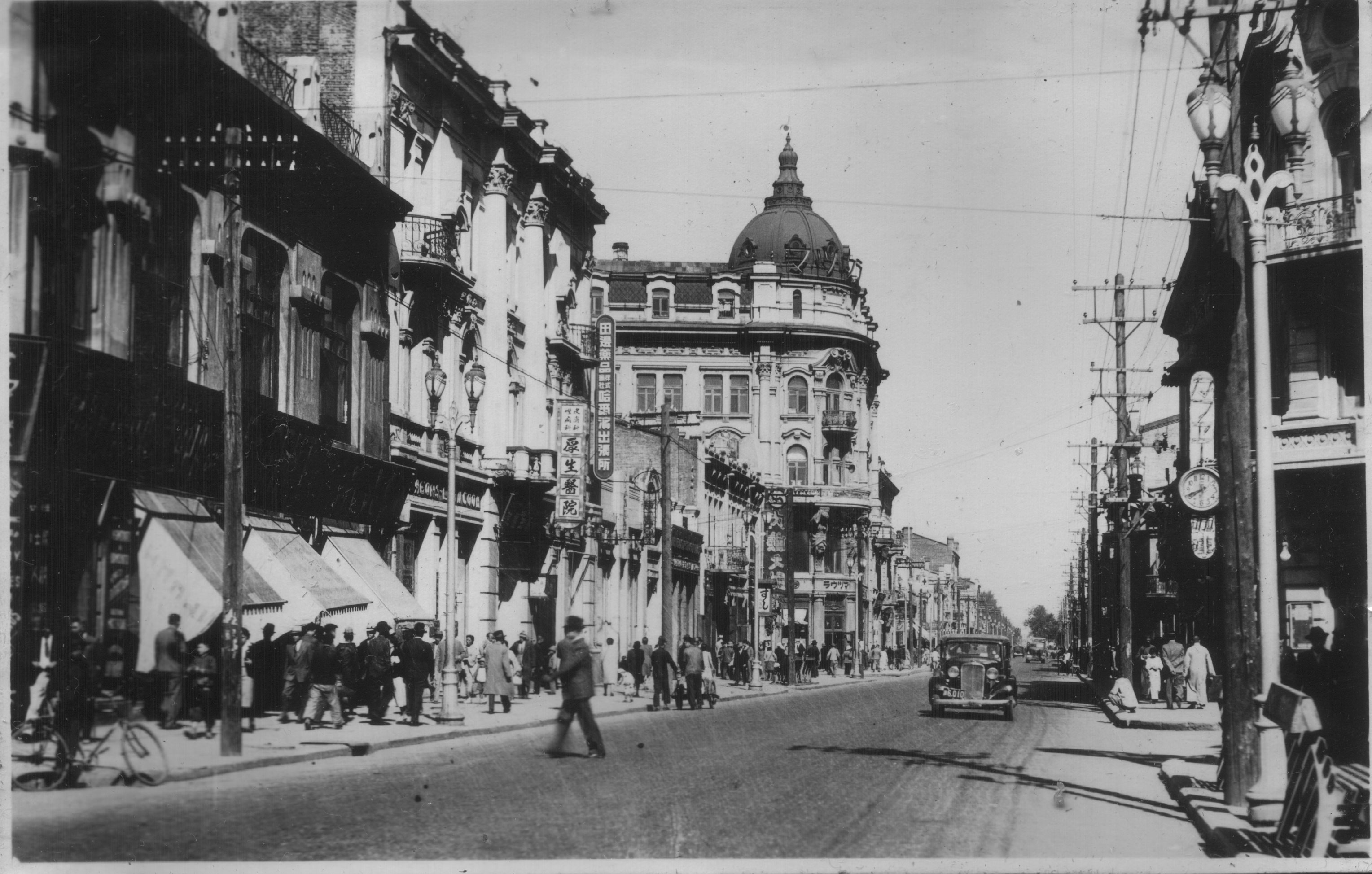
1940年的中央大街。

道里区东以滨洲铁路与道外区分界，铁道以西为道里区，铁道以东为道外区，西与双城市相邻，南与南岗区毗邻，北与肇东市相接。道里区处于寒温带，属于半湿润大陆性气候，其特点为四季分明。道里区历史最低温度曾于1931年1月达到-41.4摄氏度，最高气温于1907年7月达到41摄氏度。道里区年平均降水500毫米，七月、八月、九月为雨季，拥有每年130天的无霜期。道里区境域内共有3条河流流经，分别为松花江、运粮河和何家沟，三条河流在道里区的流经长度共计71千米。

## 行政区划
下辖19个街道、4个镇：
- 镇：太平镇、新发镇、新农镇、榆树镇
- 街道办事处：兆麟街道、新阳路街道、抚顺街道、共乐街道、新华街道、城乡路街道、工农街道、尚志街道、斯大林街道、通江街道、经纬街道、工程街道、安静街道、安和街道、正阳河街道、建国街道、康安街道、爱建街道、群力街道

## 人口
1992年，道里区人口共64.2万人，其中有非农业人口53.6万人，占总人口的80%多，除汉族外，还有满族、回族、朝鲜族、蒙古族、锡伯族等少数民族，共占总人口的4%。第五次全国人口普查显示道里区人口为748313人，第六次全国人口普查则上涨为923762人，10年间人口增长了17万余人口，成为全哈尔滨市第二人口大区。
根據第七次人口普查數據，截至2020年11月1日零時，道里區常住人口為1097430人。

## 经济

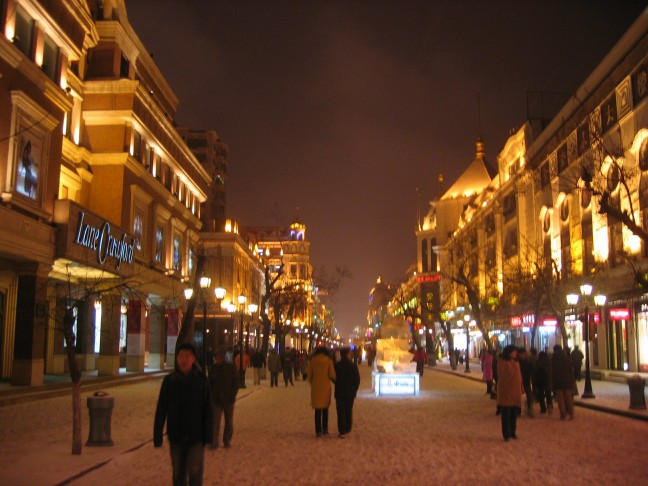
现今的中央大街。

2010年，道里区国内生产总值达到344亿元元人民币，并有着15.2%的年增长率，农业方面则有较大发展，时全哈尔滨市25%的蔬菜均由道里区产出。哈尔滨市还拥有集食品、药品、饮品、制造业、矿产业一体的工业体系，其工业规模为哈尔滨市市辖区之首。根据道里区政府的规划，道里区内共有五大商业圈，分别为爱建商圈、顾乡商圈、兆麟商圈、中央大街商圈和群力商圈。其中“中央大街商圈”为哈尔滨市传统商业区，该商业区以中央大街为中心，包括中国银行黑龙江总行、中国移动黑龙江总行等大型企业均在中央大街商圈附近设立总部。爱建商圈则以哈尔滨市小区群“爱建小区”为中心建成的商业区，其中以上海路、友谊路最为著名，香格里拉酒店、报业大厦、交银大厦、龙安大厦均竖立在此商业圈。